# Sibinj
Sibinj (srbsky Сибињ, maďarsky Szibin) je vesnice a správní středisko stejnojmenné opčiny v Chorvatsku v Brodsko-posávské župě. Nachází se na úpatí pohoří Dilj, asi 8 km severozápadně od Slavonského Brodu. V roce 2011 žilo v Sibinji 2 424 obyvatel, v celé opčině pak 6 895 obyvatel.
Součástí opčiny je celkem dvanáct trvale obydlených vesnic.
- Bartolovci – 737 obyvatel
- Brčino – 168 obyvatel
- Čelikovići – 60 obyvatel
- Gornji Andrijevci – 467 obyvatel
- Grgurevići – 122 obyvatel
- Grižići – 120 obyvatel
- Gromačnik – 556 obyvatel
- Jakačina Mala – 161 obyvatel
- Ravan – 161 obyvatel
- Sibinj – 2 424 obyvatel
- Slobodnica – 1 557 obyvatel
- Završje – 362 obyvatel

Opčinou prochází státní silnice D525 a župní silnice Ž4162 a Ž4202. V těsné blízkosti Sibinje prochází dálnice A3, u vesnice Slobodnica se přímo nachází exit 14. Sibinj je rovněž napojen na železniční síť.